# أوتو فون نوبيلسدورف
أوتو فون نوبيلسدورف (31 مارس 1886 - 21 أكتوبر 1966) جنرالًا ألمانيًا خلال الحرب العالمية الثانية قاد فرقة الدبابات التاسعة عشر،حصل على وسام الفارس الصليبي الحديدي بأوراق البلوط والسيوف .

## الجوائز
- الصليب الحديدي (1914) الدرجة الثانية والدرجة الأولى [1]
- الصليب الحديدي (1939) الدرجة الثانية والدرجة الأولى [1]
- الصليب الألماني في الذهب في 16 فبراير 1943 مثل الجنرال دير بانزرتروب في XXXXVIII بانزر فيلق [2]
- وسام الفارس الصليبي الحديدي في 17 سبتمبر 1941 بصفته جينيرال لوتنانت وقائد فرقة بانزر التاسعة عشر [3]
- وسام الفارس الصليبي الحديدي بأوراق البلوط في 12 نوفمبر 1943 مثل الجنرال دير بانزرتروب والقائد العام لقوات بانزر XXXXVIII [3]
- وسام الفارس الصليبي الحديدي بأوراق البلوط والسيوف في 21 سبتمبر 1944 كجنرال دير بانزرتروب والقائد العام لفيلق بانزر XXXX [3]